# Alleluia (film)
Alleluia is een Frans-Belgische film uit 2014 onder regie van Fabrice Du Welz. De film ging in première op 22 mei op het Filmfestival van Cannes in de sectie Quinzaine des Réalisateurs.

## Verhaal
Gloria besluit haar man te verlaten en vlucht met haar twee kinderen om een nieuw leven te beginnen. Aangezet door haar vriendin Madeleine leert ze via een datingsite Michel kennen op wie ze snel verliefd wordt. Hij is een gigolo die rijke weduwes geld afhandig maakt. Wanneer Gloria zijn geheim ontdekt besluit ze zich uit te geven als zijn zus en bij hem in te trekken. Gedreven door ziekelijke jaloezie vermoordt ze echter een van de weduwes. Michel is geschokt maar accepteert het en samen besluiten ze deze moorddadige weg verder te zetten.

## Rolverdeling
| Acteur          | Personage           |
| --------------- | ------------------- |
| Lola Dueñas     | Gloria              |
| Héléna Noguerra | Solange             |
| Laurent Lucas   | Michel              |
| Stéphane Bissot | Madeleine           |
| David Murgia    | Père Luis           |
| Pili Groyne     | dochter van Solange |

## Prijzen en nominaties[1]
De film ontving 8 nominaties voor de Magritte du cinéma, de belangrijkste filmprijs van (Franstalig) België en behaalde vier Magrittes.
| Jaar                                         | Prijs                              | Categorie       | Genomineerde(n)                                                 | Uitslag  |
| -------------------------------------------- | ---------------------------------- | --------------- | --------------------------------------------------------------- | -------- |
| 2016                                         | Magritte du cinéma                 | Beste decor     | Emmanuel de Meulemeester                                        | Gewonnen |
| 2016                                         | Magritte du cinéma                 | Beste montage   | Anne-Laure Guégan                                               | Gewonnen |
| 2016                                         | Magritte du cinéma                 | Beste beeld     | Manu Dacosse                                                    | Gewonnen |
| 2016                                         | Magritte du cinéma                 | Beste geluid    | Emmanuel de Boissieu, Frédéric Meert en Ludovic Van Pachterbeke | Gewonnen |
| 2014                                         |                                    |                 |                                                                 |          |
| Austin Fantastic Fest                        | Fantastic Features – Best Actor    | Laurent Lucas   | Gewonnen                                                        |          |
| Austin Fantastic Fest                        | Fantastic Features – Best Actress  | Lola Dueñas     | Gewonnen                                                        |          |
| Austin Fantastic Fest                        | Fantastic Features – Best Director | Fabrice Du Welz | Gewonnen                                                        |          |
| Austin Fantastic Fest                        | Fantastic Features – Best Picture  | Fabrice Du Welz | Gewonnen                                                        |          |
| European Fantastic Film Festivals Federation | Méliès d'Or                        | Alleluia        | Gewonnen                                                        |          |

## Productie
De film is gebaseerd op het waargebeurde verhaal van het moordende duo Raymond Fernandez en Martha Beck, gekend als "The Lonely Hearts Killers", die in de Verenigde Staten tussen 1947 en 1949 een twintigtal vrouwen vermoordden.